# Облога Збаража (1649)
Обло́га Зба́ража (1649) — бої козацького війська під командуванням гетьмана Богдана Хмельницького і його союзників- кримських татар на чолі з ханом Іслам-Ґіреєм III із оточеним під Збаражем польським військом 30 червня (10 липня) — 12 (22) серпня 1649 року.

## Передумови
Після поразки від українських козаків на Брацлавщині та Волині польсько-шляхетські загони під командуванням Яреми Вишневецького й інших загонів кількістю до 15 тисяч вояків відступили до Збаража під захист його укріплень. Навколо табору, який тилом упирався в стіни міста і замку, польські жовніри, угорські та німецькі найманці насипали оборонні вали.

## Хід подій
В один з піхотних прапорів вояків Речі Посполитої вдарила блискавка. Перед генеральним штурмом фортеці пройшли великі грозові дощі.
Першого дня боїв був оточений польський обоз, у полон взято близько 4-5 тисяч осіб «челяді». 1 липня козацька артилерія піддала табір оточених нищівному обстрілу. 3 і 4 липня відбулися загальні штурми польського табору. 10-14 липня тривав безупинний гарматний і рушничний обстріл. 20 липня польське військо змушене відійти до останнього — третього рубежу оборони перед замком. Наступного дня козаки ледве не увірвалися до табору. 27 і 29 липня відбулися нові генеральні приступи козацьких і  кримськотатарських військ, але жовніри змогли відкинути атакуючих.
У польському таборі почався голод, епідемія шигельозу (від неї померла найбільша частина оточених). Шансів прорвати оточення в них не було. Врятувало оточених наближення польського війська на чолі з королем Яном II Казимиром.

## Наслідки
На початку серпня, залишивши коло Збаража кілька полків під командування наказного гетьмана Івана Чорноти, Богдан Хмельницький на чолі 60-тис. війська разом з кримськими  татарами вирушив назустріч королівській армії. У Зборівській битві її розбили.
Після укладення Зборівського договору облога польського табору під Збаражем була знята у ніч на 13 (23) серпня. Те, що козацько-кримськотатарське військо не захопило польського табору під Збаражем, позначилося на розвитку наступних історичних подій.

## Втрати
Втрати обидвох сторін — приблизно по 30 000 осіб. У боях під Збаражем полягло чимало селян і козаків, загинув полковник Нестор Морозенко, були поранені полковники Іван Богун, Кіндрат Бурляй.
Польський хроніст Самуель Твардовський стверджував, що невдовзі майже всі учасники облоги, які вціліли, померли від наслідків голоду. Зокрема, шляхтич Бродовський, син Казановської, «з'ївши трохи хліба… помер».

## Зображення облоги Збаража в літературі та мистецтві
Один з перших віршів, «Klar męstwa», присвятив Ян Бялобоцький.
Детально облогу Збаража описав у своєму романі «Вогнем і мечем» польський письменник Генрик Сенкевич, а також ці події зображені у фільмі однойменній екранізації Єжи Гофмана та кінострічці «Гетьман» (2015) українського режисера Валерія Ямбурського.